# Armando Spadini
Armando Spadini, né à Poggio a Caiano ou Florence le 29 juillet 1883 et mort à Rome le 31 mai 1925, est un peintre italien considéré comme un représentant de la Scuola Romana, de tendance expressionniste.

## Biographie
À partir de 1900, Armando Spadini travaille comme céramiste à Florence et fréquente la Scuola Libera del Nudo [École libre de nus] à l'Académie des beaux-arts de Florence. Introduit à la revue moderniste Leonardo en 1903, il participe en 1906 à la 59e Esposizione Annuale della Società delle Belle Arti de Florence. En 1910 il déménage à Rome et consacre ses énergies à la réalisation de portraits, vues de la ville et scènes de vie familiales. En 1913 il entame une participation à la Esposizione Internazionale della Secessione. Lors de sa quatrième participation en 1916 un de ses ouvrages est acheté par le conseil municipal de Rome.
Après la Première Guerre mondiale il traverse une période difficile et est considéré par la critique comme un peintre conservateur, entre autres par la revue Valori Plastici qu'il a cofondé.
En 1924, la décision de la Biennale de Venise de consacrer une salle exclusivement au travail de Spadini lors de la 14e Esposizione Internazionale d'Arte della Città di Venezia  marque la fin de cette hostilité et le succès définitif de sa peinture.
Armando Spadini meurt le  31 mai 1925 à Rome, à l'âge de 41 ans.

## Œuvres (sélection)
- La moglie di De Carolis con le figlie, huile sur toile, 1908, Musée d'Art moderne Ricci-Oddi, Piacenza[4].
- La moglie in abito da sposa, huile sur toile, 1910, Galleria civica d'Arte moderna e contemporanea, Turin.
- Maternità, huile sur toile, vers 1911, Museo Civico, Palazzo Te, Mantoue.
- Enfants à l'éventail, huile sur toile, 1913, Galleria nazionale d'arte moderna e contemporanea, Villa Borghèse, Rome.
- Nel Parco di Villa Borghese, 1915-1920, Fondation Cariplo.
- Portrait de Giuseppe Primoli, 1916-1917, Musée national d'Art moderne, Centre Pompidou, Paris[5].
- Portrait de Giuseppe Primoli, 1917, Musée napoléonien de Rome.
- Autoritratto, huile sur toile, 1917.
- Alberi a Villa Borghese, huile sur toile, vers 1918, Museo Civico, Palazzo Te, Mantoue[6].
- Mosè salvato dalle acque, huile sur toile, 1920, Galerie d'art moderne de Milan.
- Studio di bambini, vers 1922, Museo Civico, Palazzo Te, Mantoue[7].
- Gruppo di bagnanti, huile sur toile, 1923, Camera dei Deputati, Rome[8].
- Chats, huile sur toile, 1923, Museo Civico, Palazzo Te, Mantoue.

## Expositions
- 16 septembre - 31 octobre 1995 : Armando Spadini 1883-1925 : tra ottocento e avanguardia, Villa Medicea, Poggio a Caiano[9].